# (33993) 2000 OS
2000 OS (asteroide 33993) é um asteroide da cintura principal. Possui uma excentricidade de 0.18071150 e uma inclinação de 11.63509º.
Este asteroide foi descoberto no dia 23 de julho de 2000 por John Broughton em Reedy Creek.